# Osteo-onicodisplasia ereditaria
L'osteo-onicodisplasia ereditaria, nota anche come sindrome nail-patella (NPS) (in italiano "sindrome unghia-rotula"), è una malattia genetica caratterizzata da anomalie nello sviluppo delle unghie e delle rotule. È conosciuta anche come malattia di Fong  o sindrome di Turner–Kieser .
A dispetto del nome, tale sindrome può interessare in realtà molte aree del corpo, come gomiti, torace e anche. Frequente è anche il coinvolgimento dei reni.

## Modalità di trasmissione

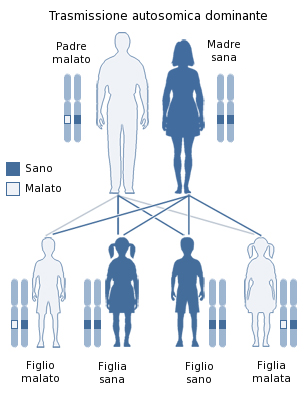
L'osteo-onicodisplasia ereditaria è ereditata con modalità autosomica dominante.

La malattia è provocata da una mutazione genetica localizzata sul braccio lungo del cromosoma 9, nel locus 9q34. Essa presenta una modalità di trasmissione ereditaria di tipo autosomico dominante: ciò significa che è sufficiente la mutazione di una sola copia del gene, delle due copie normalmente presenti in tutti gli individui, per determinare la malattia. I figli di un individuo affetto eterozigote (cioè portatore della mutazione in una sola copia del gene) avranno quindi il 50% di probabilità di essere colpiti dalla malattia. Nella patogenesi della malattia è coinvolto LMX1B, un gene omeobox che codifica per un fattore di trascrizione.

## Caratteristiche cliniche
La sindrome nail-patella è classicamente descritta come l'associazione di quattro anomalie, che riguardano rispettivamente le unghie, le rotule, i gomiti e le anche.
- Unghie: rappresentano la sede più frequentemente coinvolta; le anomalie riscontrate possono variare dall'assenza all'ipoplasia o alla distrofia. In quest'ultimo caso l'aspetto è variabile, con possibili discromie, rigature e fragilità.
- Rotule: possono essere assenti nei casi più gravi, o più frequentemente possono presentare anomalie di dimensioni (più piccole del normale) o di forma.
- Gomiti: sono coinvolti nel 70% degli individui. Fra i difetti tipici della sindrome vi sono lo pterigio cubitale e il valgismo del gomito; frequenti sono le limitazioni nei movimenti di estensione, pronazione e supinazione. La radiografia può mostrare displasia o ipoplasia dei capi articolari.
- Anche: nel 70% circa dei soggetti affetti si riscontrano le "corna iliache" (iliac horns), processi ossei a forma di cono che nascono dalle faccia laterale o posteriore delle ossa iliache. Il riscontro clinico o radiografico di questi elementi è così caratteristico da risultare sufficiente per la diagnosi della malattia.[3]

### Altri reperti
Oltre alla "tetrade" sopra descritta, possono rientrare nel quadro della malattia anche malformazioni delle articolazioni delle dita, che comportano un atteggiamento in flessione delle articolazioni interfalangee sia prossimali che distali; malformazioni dei piedi, del torace e della colonna vertebrale. L'osteoporosi è presente in percentuale variabile dall'8 al 20% dei soggetti e può comportare un aumento del rischio di fratture. I pazienti colpiti dalla malattia possono inoltre presentare una ridotta massa muscolare e, nel 30-50% dei casi, possono essere colpiti i reni, con gravità variabile dalla proteinuria asintomatica fino all'uremia terminale (5% dei casi) e alla necessità di trattamento sostitutivo, rappresentato da emodialisi o dal trapianto renale. Altri potenziali bersagli della malattia sono l'occhio (glaucoma ad angolo aperto e microfachia), l'intestino (stipsi cronica e sindrome dell'intestino irritabile), il sistema nervoso (riduzione della sensibilità termica e dolorifica, parestesie e nel 6% dei casi epilessia), problemi vasomotori tipo fenomeno di Raynaud e anomalie dei denti, in particolare dello smalto dentario.

## Trattamento
Il trattamento della Osteo-onicodisplasia ereditaria dipende dai sintomi e dalle condizioni del paziente. Molto spesso è chirurgico, ad esempio si possono sostituire le articolazioni o aggiustare le unghie.